# Католическое движение
Католическое движение — форма организации религиозной деятельности в Католической Церкви, объединяющая главным образом мирян для более эффективного осуществления их апостольской миссии согласно их общей харизме.
Данный термин в Католической церкви определяется как религиозная группа с неформальной структурой. Члены Католического движения в большинстве случаев живут совместной, общинной жизнью. Как правило, Католическое движение основывает свою миссионерскую и апостольскую деятельность на харизме своего основателя. Данные религиозные движения в лоне Католической Церкви появляются как ответ верующих на негативные религиозно-общественные явления, например, секуляризацию, нравственную деградацию общества.
Католические движения систематизируются по целям и характеру, по составу участников, по духовной или общественной деятельности. Деятельность Католических движений находится под контролем церковных институтов, которые при необходимости противодействуют радикальным взглядам, которые могут возникать в таких неформальных организациях. С этой целью церковными властями издаются соборные, синодальные, папские и епископские наставления, которые регулируют деятельность Католических движений.
О необходимости участия верующих в миссии Церкви говорится в декрете об апостольстве мирян Apostolicam actuositatem II Ватиканского Собора, в апостольском обращении Evangelii nuntiandi римского папы Павла VI, в энциклике «Mater et Magistra» римского папы Иоанна XXIII, а также в апостольском обращении Christifideles laici римского папы Иоанна Павла II. Правовые нормы, касающиеся религиозной деятельности Католических движений, определены в Кодексе канонического права .

## Известные католические движения
- Неокатехуменальный путь, Неокатехуменат
- Рыцари Колумба
- Comunione e Liberazione («Общность и Освобождение»)
- Фоколяры
- Назаретанские семьи
- Шенштаттское движение
- Семья Мириам
- Легион Марии
- Католическое действие
- Дом Мадонны
- Марианское движение священников
- движение экуменических общин Тэзе
- движение Pax Romana
- Militia Immaculata («Воинство непорочной Девы»)
- община «Chemin Neuf» («Новый путь»)
- Движение Чистых Сердец

## Источник
- Католическая энциклопедия, М., 2002, т.1